# Siegfried Herwig
Siegfried Hilmar Philipp August Ferdinand Herwig (* 27. Februar 1871 in Pyrmont; † 1. Juli 1933 in Marburg) war ein deutscher Oberst, Gutsverwalter und Politiker (Waldeckischer Landeswahlverband).

## Leben
Herwig war der Sohn des Wirklichen Geheimen Oberregierungsrates Walther Herwig und dessen Ehefrau Marie geborene Bunsen, einer Nichte des Chemikers Robert Bunsen. Er heiratete am 30. Dezember 1908 in Berlin Else Jacobi aus Danzig. Er schlug die Militärkarriere in der Preußischen Armee ein, nahm am Ersten Weltkrieg teil und war zuletzt als Oberst Chef des Generalstabs des Gouvernements Namur im besetzten Belgien.
1918 zog er nach Arolsen, wo er 1921 bis 1922 Bürgermeister war. Er schied aus eigenem Wunsch aus, um sich um ein auswärtiges familiäres Gut zu kümmern und war 1922 war er Verwalter dieses ererbten Gutes. Seit 1930 lebte er erneut in Arolsen und war dort Vorsitzender des Waldecker Geschichtsvereins.
Nach der Novemberrevolution schloss er sich der DVP an. 1922 bis 1925 gehörte er für den Waldeckischen Landeswahlverband (einer gemeinsamen Liste von DVP und DNVP) der Waldecker Landesvertretung an.